# Psathyrostachys scabriphylla
Psathyrostachys scabriphylla là một loài thực vật có hoa trong họ Hòa thảo. Loài này được Ponert miêu tả khoa học đầu tiên năm 1973.